# Alfonso Domínguez (architetto)
Alfonso Domínguez (XIV secolo – XIV secolo) è stato un architetto portoghese.

## Biografia
Domínguez fu uno degli architetti più importanti lavoranti nel complesso monumentale di Batalha, che rappresenta il modello monumentale più significativo di tutta l'architettura gotica del Portogallo.
Domínguez è ricordato soprattutto per essere stato l'architetto del chiostro voluto da Giovanni I del Portogallo, dopo la sconfitta sulla Spagna ad opera di Alijubanota nel 1385.
Il chiostro, grandioso, è costituito da grandi campate, coperto con crociere costolanate esapartite e diaframmato da transenne finemente scolpite con motivi geometrici e naturalistici, poggianti su cinque colonnine poste fra grossi pilastri a contrafforte.
Domínguez operò spesso per conto della monarchia lusitana e soprattutto a Lisbona nella chiesa di Santa Magdalena.
|

## Opere
- Chiostro voluto da Giovanni I del Portogallo dopo il 1385;
- Chiesa di Santa Magdalena a Lisbona.

### Progettazione
- Disegno architettonico
- Rappresentazione architettonica
- Antropometria
- Ergonomia
- Caratteristiche dei materiali
- Green building

### Altri argomenti correlati
- Architetto
- Progettazione
- Restauro architettonico
- Storia dell'architettura
- Costruzioni
- Urbanistica
- Teoria dell'architettura
- Conseil International du Bâtiment

### Discipline collegate
- Edilizia
- Geometria descrittiva
- Tecnologia dell'architettura